# Jangkar Asam
Jangkar Asam is een bestuurslaag in het regentschap Belitung Timur van de provincie Bangka-Belitung, Indonesië. Jangkar Asam telt 1426 inwoners (volkstelling 2010).